# Ľudovít Ódor
Ľudovít Ódor (nascido Lajos Ódor, Komárno, 2 de julho de 1976) é um político e economista eslovaco, nomeado primeiro-ministro da Eslováquia após a renúncia de Eduard Heger. Assumiu o cargo no dia 15 de maio de 2023, ficando na posição até 25 de outubro.

## Política

### Primeiro-ministro (2023)
Em 7 de maio de 2023, o primeiro-ministro interino Eduard Heger — que liderou a maioria no parlamento até setembro de 2022, quando o partido libertário Liberdade e Solidariedade deixou a coalizão governante — renunciou após uma série de renúncias de ministros que não puderam ser substituídos durante um governo interino. Heger pediu ao presidente que nomeasse um governo tecnocrático. Ódor substituí-o, a partir de 15 de maio de 2023, de acordo com a presidente Zuzana Čaputová.

## Vida pessoal
É casado e pai de dois filhos.

## Publicações
- Beblavý, Miroslav; Cobham, David; Ódor, L'udovít, eds. (2011). The Euro Area and the Financial Crisis. New York: Cambridge University Press. ISBN 978-1-107-01474-9. LCCN 2011027489. doi:10.1017/CBO9781139044554
- Ódor, L'udovít, ed. (2017). Rethinking Fiscal Policy after the Crisis. New York: Cambridge University Press. ISBN 978-1-107-16058-3. LCCN 2016050853. doi:10.1017/9781316675861